# Milhostov

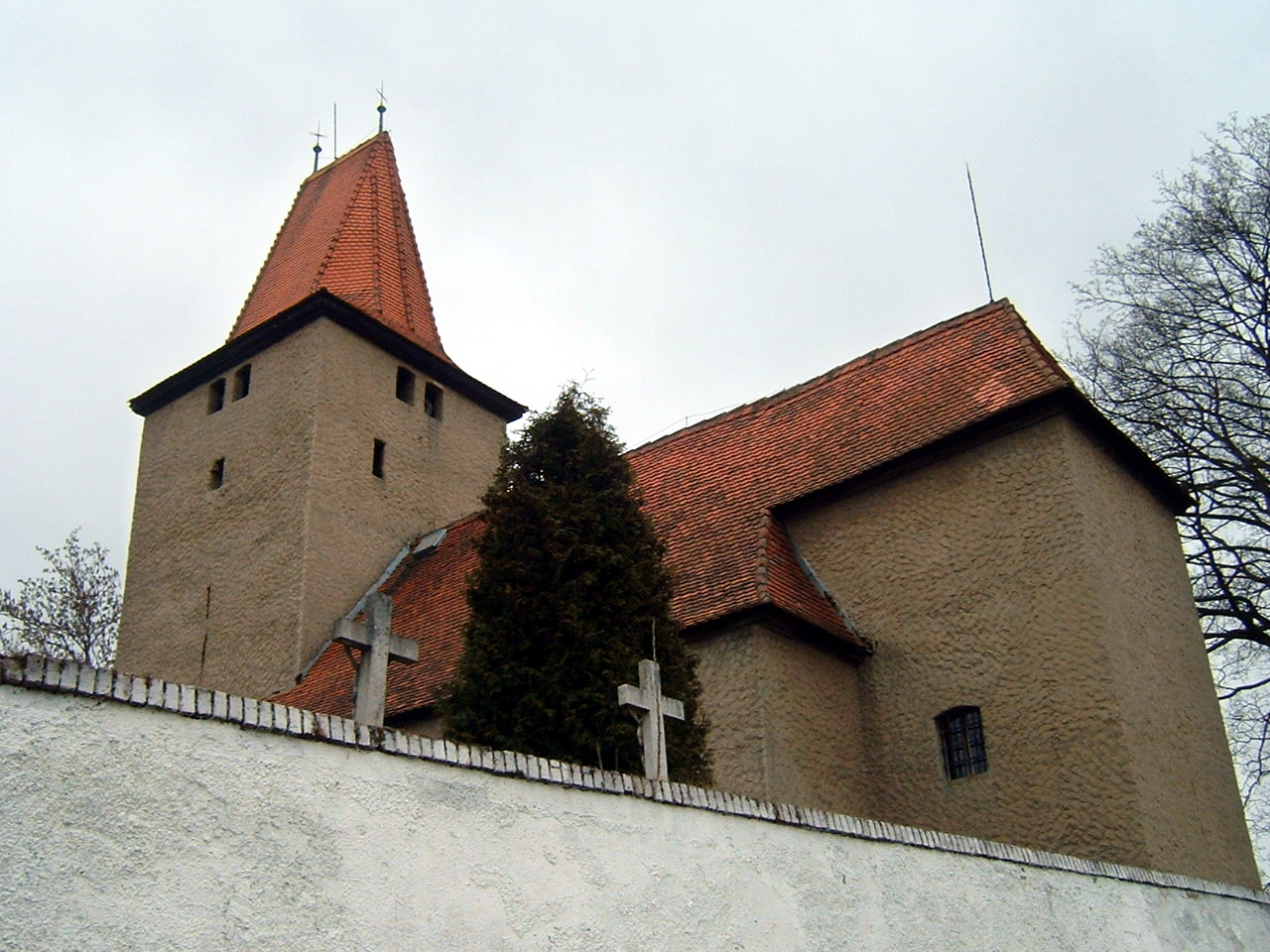
Kirche in Milhostov, März 2005

Milhostov (deutsch Mühlessen) ist eine Gemeinde im Karlovarský kraj in Tschechien.

## Geografie

### Geographische Lage
Milhostov liegt etwa elf Kilometer nordöstlich von Cheb im gleichnamigen Okres Cheb. Durch die Ortslage fließt der Plesná (Fleißenbach).

### Gemeindegliederung
Die Gemeinde Milhostov besteht aus den Ortsteilen Hluboká (Nonnengrün), Milhostov (Mühlessen) und Vackovec (Watzgenreuth). Grundsiedlungseinheiten sind Děvín (Döba), Dolní Částkov (Unter Schossenreuth), Doubrava (Doberau), Hluboká, Milhostov und Vackovec.
Das Gemeindegebiet gliedert sich in die Katastralbezirke Děvín, Dolní Částkov, Doubrava u Milhostova, Hluboká u Milhostova, Milhostov und Vackovec.

## Geschichte
Der Ortsname ist – wie viele in der Umgebung – vermutlich westslawischer Herkunft. Mühlessen war ein alter Edelsitz und gehörte 1219 dem Poppo von Milosz, welcher dem Magistrat der Stadt Eger zinspflichtig war. Die erste urkundliche Erwähnung des Ortes Milocz stammt aus dem Jahre 1219, als in einer Urkunde König Friedrichs II. für das Kloster Waldsassen  „Poppo von Milhozt“ genannt wurde.
Bereits im Jahre 1300 ist die alte, dem Hl. Nikolaus geweihte Kirche nachweisbar; 1306 wurde sie als Filiale von Frauenreuth genannt. 1322 war Mylosen auf der Liste der Orte des verpfändeten Egerlandes. Unter der Herrschaft Karls IV. wurde der Besitz auf 24 Bauernhöfe verteilt und der Stadt Eger erbuntertänig gemacht (bis zum Ende der Grundherrschaften 1848). 1429 brannten die Hussiten das Dorf nieder.
In der Zeit der Reformation, als das ganze Egerland evangelisch-lutherisch war, entstand die erste Dorfschule. Kirchlich gehörte Mühlessen bis 1722 zur Pfarrei Frauenreuth, dann zu Nebanitz. In Mühlessen Nr. 28, einem Hof in der Größe von 100 Hektar, wurde Johann Georg Sölch (1832–1873), der Vater der Schriftstellerin Irmgard Höfer von Feldsturm geboren.
Mühlessen war seit 1905 eine eigene Pfarrei. Ab der Mitte des 19. Jahrhunderts gehörte der Ort zum Gerichtsbezirk Wildstein bzw. Bezirk Eger in der Monarchie Österreich-Ungarn. Nach Ende des Ersten Weltkrieges im Jahre 1919 fiel der Ort an die neue Tschechoslowakei, von 1938 bis 1945 gehörte er zum Sudetengau des Deutschen Reiches. Um 1940 erfolgte zwischen Watzgenreuth und Trebendorf der Bau eines Teilstückes einer Reichsautobahntrasse, das unvollendet blieb und dessen Damm im Bereich des Fleißenbachtales noch gut sichtbar ist.
Im Frühjahr 1945, zu Ende des Zweiten Weltkriegs, besetzten amerikanische Truppen das Dorf, zogen sich aber vertragsgemäß im Oktober 1945 wieder zurück; die tschechoslowakischen Behörden kehrten zurück. Im Zuge der Vertreibung der Deutschen aus der Tschechoslowakei wurde die ausschließlich deutsche Bevölkerung von Mühlessen zum Verlassen des Ortes gezwungen und machte Neusiedlern Platz.

### Einwohnerentwicklung
| Jahr | Einwohnerzahl |
| ---- | ------------- |
| 1869 | 359           |
| 1880 | 374           |
| 1890 | 371           |
| 1900 | 307           |
| 1910 | 366           |

| Jahr   | Einwohnerzahl |
| ------ | ------------- |
| 1921   | 330           |
| 1930   | 376           |
| 1950   | 119           |
| 1961 1 | 237           |
| 1970 2 | 389           |

| Jahr   | Einwohnerzahl |
| ------ | ------------- |
| 1980 2 | 341           |
| 1991 2 | 308           |
| 2001 2 | 322           |
| 2011 2 | 325           |

## Sehenswürdigkeiten
- Pfarrkirche St. Nikolaus aus dem frühen 13. Jahrhundert mit romanischen und gotischen Bauteilen, die in der zweiten Hälfte des 17. Jahrhunderts im barocken Stil umgebaut und erweitert und 1919 renoviert wurde. Der Hochaltar stammt etwa aus dem Jahre 1760. Die Kirche steht inmitten des ummauerten Friedhofs auf einem Hügel.
- Mariensäule mit einem Rosenkapitell und einer doppelseitigen Steinplastik der Mutter Gottes auf einer Mondsichel sitzend mit dem Jesuskind am Arm. Sie blickt als Doppelgestalt nach Osten und Westen; gestiftet im Jahre 1706 von dem Besitzer der Mühle Haus Nr. 13, J. Werner und wurde am Marktplatz des Ortes errichtet.